# حسني زعرب
حسني سالم درغام زعرب (أبو حسام؛ 16 فبراير 1932 - ) سياسي ومُربي ومؤلف فلسطيني وأحد أعضاء حركة فتح، وعضو المجلس الوطني الفلسطيني. شغل منصب محافظ محافظة خان يونس بين عامي 2001 و2005.

## حياته
عُين في 23 نوفمبر 1994، مديرًا عامًا لشؤون التربية والتعليم في قطاع غزة. في عام 2000، ألف كتاب بعنوان «من ذاكرة المجد : خطوات نضالية في حركة التحرير الوطني الفلسطيني فتح طليعة الثورة الفلسطينية».
في 2 يوليو 2001، عُين محافظًا لمحافظة خان يونس. واستمر في المنصب حتى إحالته إلى التقاعد في 31 ديسمبر 2005.